# Тернавка (зупинний пункт)
Терна́вка — пасажирський залізничний зупинний пункт Львівської дирекції Львівської залізниці.
Розташована у селі Тернівка Сколівського району Львівської області на лінії Стрий — Батьово між станціями Славське (6 км) та Лавочне (2 км).
Зупинний пункт було відкрито 1978 року на вже електрифікованій (1961 року) залізниці Стрий — Лавочне.

## Річний розподіл приміських поїздів
| Сполучення       | 2015/2016 | 2016/2017 | 2017/2018 | 2018/2019 | 2019/2020 | 2020/2021 | 2021/2022 |
| ---------------- | --------- | --------- | --------- | --------- | --------- | --------- | --------- |
| Лавочне — Львів  | 1         | 1         | 1         | 1         | 2         | 1         | 1         |
| Стрий — Мукачево | 0         | 0         | 0         | 1         | 1         | 0         | 0         |
| Чоп — Львів      | 1         | 1         | 1         | 1         | 1         | 0         | 1         |
| Львів — Мукачево | 2         | 2         | 2         | 1         | 1         | 1         | 1         |
| Мукачево — Львів | 1         | 1         | 1         | 0         | 0         | 0         | 0         |
| Стрий — Лавочне  | 1         | 1         | 1         | 1         | 1         | 0         | 0         |
| Лавочне — Стрий  | 1         | 1         | 1         | 1         | 1         | 0         | 0         |
| Львів — Чоп      | 1         | 1         | 1         | 1         | 1         | 0         | 1         |
| Мукачево — Стрий | 1         | 1         | 1         | 2         | 2         | 1         | 1         |
| Львів — Лавочне  | 1         | 1         | 1         | 2         | 2         | 1         | 1         |